# Daemons-Chatiu
Os daemons-Chatiu, ou “daemons dos cadáveres”, representam os sete Baktiu invisíveis na mitologia e astronomia egípcia. Uma vez por ano, cada uma das 36 constelações decanas entra no Tuat, o que muda seu estado de Baktiu para Chatiu. O capítulo sobre os decanos, no Livro de Nut, descreve a influência negativa desses daemons protetores quando os “nomes ocultos dos deuses” foram pronunciados.
O papel dos daemons-Chatiu também é tema dos rituais de mumificação, nos quais era prometido ao falecido a metamorfose de seu Ba em qualquer uma das 36 constelações decanas. No papiro Louvre 2420c, a proprietária de um sarcófago pede por escrito sua admissão entre os daemons-Chatiu. Esse pedido foi cerimonializado no capítulo 158 do Livro dos Mortos, no “Feitiço para obter um colar dourado”:
“Examine-me e remita-me. Eu sou um daqueles (decanos-Chatiu) que, ao verem Gebe, pertencem à dissolução.”
Toda pessoa que tivesse o pedido atendido obteria vida nova, de modo semelhante ao renascimento das estrelas decanas.